# Pecsétszeg község
Pecsétszeg község (románul: Comuna Chiuiești) község Kolozs megyében, Romániában. Központja Pecsétszeg, beosztott falvai Bricshát, Hollómező, Horgospataka, Huta, Kesiel, Oprisvölgy.

## Fekvése
Kolozs megye észak-északnyugati részén helyezkedik el, a Szamosmenti-hátságon. Szomszédos községek: keleten Csicsógyörgyfalva és Négerfalva (Beszterce-Naszód megye), nyugaton Blenkemező (Szilágy megye), délen Alsókosály község.

## Népessége
1850-től a népesség alábbiak szerint alakult:
| Lakosok száma | 2982 | 3322 | 4157 | 3766 | 3944 | 3883 | 3043 | 2769 | 2332 | 2082 |
|               | 1850 | 1880 | 1900 | 1930 | 1941 | 1977 | 1992 | 2002 | 2011 | 2021 |

A 2011-es népszámlálás adatai alapján a község népessége 2332 fő volt, melynek 97,13%-a román, 1,07%-a roma Vallási hovatartozás szempontjából a lakosság 83,23%-a ortodox, 7,08%-a pünkösdista, 4,12%-a görög rítusú római katolikus, 3,73%-a baptista.

## Nevezetességei
A község területéről az alábbi épületek szerepelnek a romániai műemlékek jegyzékében:
- a horgospataki Szent arkangyalok templom (LMI-kódja CJ-II-m-B-07770)
- a pecsétszegi Szent Kereszt-templom (CJ-II-m-B-07566)

## Híres emberek
- Hollómezőn született a híres betyár, Pintye vitéz (1670–1703).
- Horgospatakán születtek Ioan Giurgiu de Patak (1682–1727) görögkatolikus püspök és Pecz Vilmos (1854–1923) filológus, az MTA tagja.